# Дисторзија (албум)
Дисторзија је пети студијски албум српског панк рок бенда Електрични оргазам. На албуму се налази једанаест песама, а објављен је 1986. године за издавачку кућу Југотон.

## Листа песама

### А страна
| №  | Назив          | Трајање |  |
| 1. | Вуду блуз      | 2:57    |  |
| 2. | Луи луи        | 3:23    |  |
| 3. | Свака нова ноћ | 3:36    |  |
| 4. | Ша ла ла       | 3:33    |  |
| 5. | Дебела девојка | 2:42    |  |

### Б страна
| №  | Назив                | Трајање |  |
| 1. | Ја сам тежак као коњ | 2:35    |  |
| 2. | Видим свој лик       | 2:00    |  |
| 3. | Не постојим          | 2:33    |  |
| 4. | Хорор буги           | 1:36    |  |
| 5. | Хеј ти               | 3:04    |  |
| 6. | Капетан Есид         | 3:46    |  |

## Учествовали на албуму
- Срђан Гојковић, Гиле — гитара, вокали
- Зоран Радомировић, Шваба — бас-гитара, клавијатуре
- Горан Чавајда — бубњеви, клавијатуре, пратећи вокали
- Бранислав Петровић, Банана — гитара, хармоника, пратећи вокали

## Топ листа
| Листа           | Највиша позиција |
| --------------- | ---------------- |
| Радио ТВ ревија | 4                |